# From Always...to Now!
From Always...to Now! è un album di Enrico Pieranunzi, pubblicato dalla Edi-Pan Records nel 1978.

## Tracce
Lato A
1. Night Bird – 5:38 (Enrico Pieranunzi) – Enrico Pieranunzi Quartet Featuring Maurizio Giammarco
2. Con Alma – 7:20 (Dizzy Gillespie) – Enrico Pieranunzi Trio
3. A Silent Essence – 5:00 (Enrico Pieranunzi) – Enrico Pieranunzi Quartet Featuring Maurizio Giammarco

Lato B
1. Le cose come ti ritornano – 4:37 (Maurizio Giammarco) – Enrico Pieranunzi Quartet Featuring Maurizio Giammarco
2. Song for Edda – 3:55 (Enrico Pieranunzi) – Enrico Pieranunzi Trio
3. Poseidia – 8:37 (Enrico Pieranunzi) – Enrico Pieranunzi Quartet Featuring Maurizio Giammarco
4. Oleo – 2:05 (Sonny Rollins) – Enrico Pieranunzi & Roberto Gatto

## Musicisti
Brani A1, A3, B1 e B3
- Enrico Pieranunzi - pianoforte
- Maurizio Giammarco - sassofono tenore, sassofono soprano
- Bruno Tommaso - contrabbasso
- Roberto Gatto - batteria

Brani A2, B2 e B4
- Enrico Pieranunzi - pianoforte
- Bruno Tommaso - contrabbasso
- Robeto Gatto - batteria